# Yves Claoué
Yves Claoué né au Bouscat le 5 juin 1927 et mort à Segonzac le 19 septembre 2001, était un compositeur français de musique.

## Parcours
Fils de Charles Claoué, un célèbre chirurgien esthétique de Paris, Yves Claoué a été un musicien compositeur.  Dans sa jeunesse, il faisait partie de la bande de Robert Hirsch et Jacques  Charon qui divertissait le "Tout Paris" par des blagues insensées ou des représentations exubérantes de sketches qu'ils jouaient chez les personnalités les plus en vue comme Francine Weisweiller. 
En 1957, à Noël, Jean Cocteau lui a fait parvenir un texte: «  Voici, mon cher Yves cette soupe aux anges. Mettez-y votre cuiller et tournez. Avec nous il y a chance d’en sortir quelque chose »  Une note explicative ajoutait : « Cher Claoué, Voilà pour Noël 1957 et le Jour de l’an 1958 une soupe aux anges. Fouillez – rangez – tâchez d’en faire quelque chose. Une seule indication –ne jamais enchaîner un texte masculin sur un masculin – féminin sur un féminin (rimes) à part cela faites à votre guise. C’est une expérience que je tente. Jean Cocteau ».
Ses œuvres ont été interprétées notamment à Kiev 1993 ; Villach 1998 ; Salzbourg 2003. 
Yves Claoué a été le directeur du Festival de musique classique « Val de Charente ».

## Musique
- Concerto de clavecin
- Trois mouvements pour flûte et piano.
- Sonate baroque en trio pour orgue

## Musique de concert ou de scène
- César et Cléopatre de Bernard Shaw (Théâtre Sarah Bernhard)
- La Hobereaute d'Audiberti (Théâtre du Vieux Colombier)
- La Voix humaine de Cocteau (Théâtre central du Limousin  alors dirigé par Jean-Pierre Laruy qui sera le récitant de "Patmos" lors d'une représentation.)
- Patmos, un oratorio inédit de Jean Cocteau et Yves Claoué.  1961.
- Cascade de Milorad Miskovitch (Ballet) Opéra de Monte Carlo
- Minuterie de Jean Babilée
- Anjou 33-93 de Jean Guelis (Prix au Festival International d'Aix-les-Bains)
- Phrases et Paraphrases sur la "Genèse", ensemble vocal, piano obligé, 1991-92, créé à Saintes par l'EVAD dirigé par Michel Laplénie, avec Yannick Varlet, éditions Musiluc
- Salve Regina pour chœur mixte 1992 éditions Musiluc

## Musique de film
- 1954 : Buffet et son art  documentaire d'Étienne Périer
- 1959 : Bobosse d'Étienne Périer - Avec  François Périer, Micheline Presle, Jacques Fabbri
- 1960 : Meurtre en 45 tours d'Étienne Périer - Avec  Danielle Darrieux, Michel Auclair, Jean Servais
- 1962 : Un chien dans un jeu de quilles de Fabien Collin

## Théâtre
Sources.
- 1984	Marat-Sade de Peter Weiss / mise en scène : Gérard Laurent…
- 1973	Mère Courage et ses enfants de Bertolt Brecht / mise en scène : Jean-Pierre Laruy
- 1970	La Comédie des erreurs d'après William Shakespeare / mise en scène : Georges-Henri Régnier
- 1969	Le Chant du fantoche lusitanien de Peter Weiss / mise en scène : Jean-Pierre Laruy
- 1967	Le Cid de Pierre Corneille / mise en scène : Pierre Valde
  - Les Frères Karamazov de Jean-Pierre Laruy / mise en scène : Jean-Pierre Laruy
- 1966	George Dandin de Molière / mise en scène : Jean-Pierre Laruy
  - La Fleur à la bouche de Luigi Pirandello / mise en scène : Jean-Pierre Laruy
- 1965	Antigone d'après Sophocle / mise en scène :Jean-Pierre Laruy
- 1958	La Hobereaute de Jacques Audiberti / mise en scène : Jean Le Poulain
- 1957	César et Cléopâtre de George Bernard Shaw / mise en scène : Jean Le Poulain

## Sources
- Le Passé défini de Jean Cocteau (volume 5)
- « cinsoupe.com/A-l-affiche/le12f… »(Archive.org • Wikiwix • Archive.is • Google • Que faire ?)
- Cocteau, textes et musique, Par David Gullentops, Malou Haine